# International Boxing Union (1913–1946)
L'International Boxing Union (IBU) est une fédération internationale pour la réglementation de la boxe professionnelle. 
Son but premier était de régir le sport au niveau mondial. L'IBU ne pourra jamais établir un monopole sur la diversité de la communauté internationale impliquée dans la boxe professionnelle. Les États-Unis, en particulier, étaient eux-mêmes incapables de réglementer le sport au niveau national, ce qui a permis de confiner l'IBU à un rôle purement européen. L'implication des forces fascistes de l'Italie et de l'Allemagne et l'amélioration des relations entre le « British Boxing Board of Control » et l'IBU ont renforcé cette perspective continentale, tout comme l'échec du congrès pugiliste mondial à Rome en 1938 pour créer une organisation internationale unifiée. La Seconde Guerre mondiale a été témoin de la transformation finale de l'IBU en une organisation européenne sous contrôle italien (APPE). En réalité, cependant, le changement de nom en 1946 en European Boxing Union (EBU) n'était que la confirmation finale d'une transformation qui avait eu lieu plusieurs années auparavant.

## Création
Dès 1909, l'« International Board of Boxing » lance la proposition de créer une fédération internationale de boxe qui régirait souverainement ce sport, comité composé de deux représentants pour l'Angleterre, deux pour les États-Unis, un pour l'Australie et un pour la France. À la fin de l'année 1912, une réunion a lieu à Londres, au « National Sporting Club (en) », réunion préparatoire et officieuse à laquelle assistent Victor Breyer, président de la « Société française de propagation de la boxe anglaise », représentant la « New-York State Athletic Commission (NYSAC) (en) » de New-York, et Paul Rousseau, le président de la fédération française de boxe et de lutte. 
En mai 1913, à Paris, Paul Rousseau, Fred Tilbury, un Anglais, professeur de boxe, président de la fédération belge de boxe  et Victor Breyer, ayant mandat officiel de la « NYSAC », et, par conséquent, agissant pour le compte des autorités américaines de la boxe signent un protocole pour créer un seul organisme international de boxe professionnelle. La « National Sporting Club » de Londres avait fait savoir qu'elle était d'accord avec les pouvoirs sportifs pour l'œuvre à réaliser, mais elle se réservait d'y figurer comme représentant de la nation anglaise prétendant avoir seulement la prétention de régir le sport de la boxe pour ses réunions et non pour la Grande-Bretagne tout entière. Le siège de l'IBU est provisoirement fixé au 24 boulevard Poissonnière, à Paris. La « National Sporting-Club (en) », anglaise n'est pas reconnue par l'IBU. 
L'IBU tient sa première réunion, le 1er juin 1913, à Gand et réunit son premier congrès, le 11 juillet 1913, à Amiens. La Suisse rejoint l'IBU en novembre 1913. Un des premiers actes de l'International Boxing Union est d'établir une liste officielle des champions du monde.
L'International Boxing Union suspend ses activités avec le déclenchement de la Première Guerre mondiale.

## L'IBU dans l'entre-deux-guerres
Le 5 février 1920, le congrès de l'IBU se réunit, à Paris, à la mairie du 9e arrondissement, rue Drouot. À ce congrès assistent les représentants du « British Boxing Board of Control » de Grande-Bretagne, ceux des fédérations belge, brésilienne et hollandaise, ainsi que les délégués de la fédération française de boxe. Legendre et Léon Sée sont les délégués de la Fédération française de boxe. Joseph Drexel-Biddle (en), chairman de l'« Army Navy and Civilian Board of Boxing Control », de New-York, accepte le principe d'adhésion au groupement. Le droit de vote des groupements est établi : Grande-Bretagne, États-Unis et France 10 voix ; Belgique, 4 voix; Australie, 3 voix ; Suisse et Italie 2 voix ; Danemark, Hollande, Norvège, Suède, Argentine et Brésil 1 voix,. 
En 1922, Le « British Boxing Board of Control » donne sa démission. L’IBU compte comme membres les représentants des fédérations de l’Australie, la Belgique, la Hollande, l’Italie, la Norvège, la Suède, la Suisse, le Portugal et la France. L'action de l'IBU va s'exercer presque uniquement en Belgique et en France, puisque les États-Unis d'Amérique, qui ne furent jamais affiliés, et le Royaume-Uni restent isolés. Aucune fédération américaine n'est affiliée a l'International Boxing Union. Les pouvoirs sportifs, certains pouvoirs d'État, qui réglementent la boxe dans les 48 états, en 1925, des États-Unis, n'ont pour ainsi dire aucun lien entre eux. La « National Boxing Association » est officiellement représentée au 5e congrès fin 1923, mais n'y participe pas, malgré le traité d'alliance qui lie les deux organismes. Elle s'affilie finalement en 1926, ainsi que l'Allemagne. Latrobe Cogswell devient vice-président.  En 1928, l’éphémère « British Boxing Alliance (BBA) »s'affilie à l'IBU.
L'IBU s'est donné pour tâche de mettre un peu d'ordre et d'obliger les champions officiels à faire du sport plutôt que du commerce. Elle empêche les tenants de conserver trop, longtemps, leur titre sans combattre, et donne ainsi aux prétendants la possibilité de prouver leur valeur mais l'application est difficile. 
La « British Boxing Board of Control », en Angleterre, la « National Boxing Association » aux États-Unis et  l'« International Boxing Union », dans la plupart des pays européens, n'arrivent pas à se mettre d'accord. Chaque association a un champion du monde dans chaque catégorie. La fédération américaine de boxe ne reconnaît pas les champions des fédérations européennes. Ainsi, Marcel Thil, bien qu'il ait rencontré et battu les délégués-champions de l'Amérique, n'est pas reconnu, aux États-Unis, comme le détenteur du trophée mondial.

## L'échec de la W.P.B.B.C.
En avril 1938, sur invitation de la « Federazione Pugilistica Italiana (it) », se tient à Rome un congrès international de la boxe, auquel prennent part les pouvoirs sportifs du monde entier : l'« International Boxing Union », la « British Boxing Board of Control », la « Federacion Argentina de boxés » et, pour les États-Unis; la « New-York State Athletic Commission (NYSAC) », la Commission de boxe de l'Illinois et la « National Boxing Association of United States », fédérations groupant une vingtaine de commissions de villes ou d’États américains. Au cours de ce congrès on procède à la proclamation des champions du monde de boxe et il est créé un organisme unique pour régir spécialement les championnats du monde, organisme ayant son siège à Londres et constitué sous les initiales W.P.B.B.C. (« World's professionnal Boxing Board of Control »). Désormais c'est la W.P.B.B.C., réunissant avec les représentants de l'I.B.U., ceux des pouvoirs sportifs de l'Amérique du Nord et du Sud et de la Grande-Bretagne, qui surveillera la régularité des rencontres mondiales, qui décidera la mise en jeu du titre, ou le choix d'un défiant. Lorsque, le protocole de cet accord, est présenté à la signature des intéressés, le général John J. Phelan, président de la « NYSAC », refuse de le parapher et il revient aux États-Unis, sans être lié par aucun engagement. 
Rentré à New-York, Phelan, réunit sa commission dont les membres, sur sa proposition, ont décidé de rejeter purement et simplement toutes les décisions prises par le congrès, de décliner l'offre faite à leur président de faire partie du « comité des sept » et de conserver à la commission toute son indépendance.  L’épouvantail du général Phelan n'est pas le comité européen mais la commission de boxe de l'Illinois. Si séparément New-York et Chicago peuvent s'entendre avec l'I. B. U. et le « British Boxing Board of Control » de Grande-Bretagne, il est impossible qu'ils puissent s'accorder entre eux quand ils siègent au même comité. Et il a suffi que Chicago eût signé le protocole pour que New-York ne le signât pas. En réalité, ce qui a été obtenu dans cette conférence est uniquement la désignation officielle des champions du monde. La commission d'athlétisme (et de boxe) de l'État de l'Illinois, dont le siège est à Chicago, vote à l'unanimité son adhésion à l'International Boxing Union, ratifiant les décisions du congrès de Rome.  La commission de l'État de New-York a repoussé huit adhésions à l'I.B.U.
En 1939, la « British Boxing Board of Control », démissionne de ce groupement du W.P.B.B.C..

## Fin de l'IBU et naissance de l'EBU
À la fin de 1942, l'IBU est entre les mains des nazis et des fascistes, qui l'ont transformé en « Associazione Pugilistica Professionistica Europea (APPE) ». Le 1er décembre 1944, l'IBU/APPE est mis en sommeil. En 1946, est fondé l'European Boxing Union (EBU) sur les cendres de l'APPE.

## Présidents
- Paul Rousseau (France) (1913-1923), vice-président Maurice Collard
- Maurice Collard (Belgique) (1924-1935)[note 6], vice-présidents Giacomo Grassi (1926), William Ramel (1926), Latrobe Gogswell (1926), Peter Ejk (1931), R.Riccardi (1931)
- William Ramel (Suisse) (1935-1937)
- Comte Francesco di Campello (Italie) (1938- )